# Джордж Еліот
Мері Енн Еванс, відома під псевдонімом Джордж Еліот (англ. George Eliot; власне: Мері Енн Еванс, Mary Ann Evans; 22 листопада 1819, маєток Арбер у графстві Ворикшир — 22 грудня 1880, Лондон) — англійська письменниця (романи, есеїстика, поезія, щоденники), перекладачка, філософ, журналістка, редакторка. Авторка психологічного роману «Міддлмарч» (англ. Middlemarch), що публікувався частинами в 1871–1872 роках.

## Життєпис
Народилася 22 листопада 1819 року на Південній фермі маєтку Арбер у графстві Ворікшир. Її батько Роберт Еванс завідував господарством маєтку, мати Кристіана Персон була другою дружиною батька. В родині було п'ятеро дітей, двоє з яких — від першого шлюбу батька.
Мері Енн Еванс росла у домі Грифф-Гауз неподалік від Нанітона. Відвідувала школу в Нанітоні та Ковентрі, була відмінною ученицею. Становище батька давало Мері можливість ознайомитися як з життям робітничих прошарків, так і з місцевими аристократами. Вона часто навідувалася у бібліотеку маєтку. Під впливом однієї з учительок вона навернулася до євангелізму.
Мати померла 1836 року, коли Мері було 16. У цей час Мері Енн здобувала освіту вдома з допомогою домашньої вчительки. Разом з сестрою вона вела домашнє господарство. З 1837 року, коли сестра одружилася, Мері Енн Еванс сама займалася домом. Після смерті матері вона скоротила своє ім'я до «Енн». 1841 року одружився її брат Айсек, він став власником родинного будинку, і Енн переїхала з батьком до Фоулсгілла, неподалік від Ковентрі. Там вона познайомилася з оточенням фабриканта Чарльза Брея, який був унітаріанцем та прихильником Роберта Оуена, будинок якого був місце зібрань вільнодумців. Цей так званий гурток Роузгілла відкрив перед Енн Еванс нові духовні горизонти, поступово вона відійшла від віри в Бога, що призводило до конфліктів з батьком
У цей час Еванс почала регулярно дописувати в газету Чарльза Брея та займалася перекладом «Життя Ісуса» Д. Ф. Штрауса. 1846 року анонімно опублікувала переклад «Життя Ісуса». Після смерті батька (1849) вона вирушила в подорож Європою й провела кілька місяців у Женеві, а по поверненню прийняла посаду помічниці редактора в лондонській газеті «Вестмінстер рів'ю» й 1851 року переїхала до Лондона. Журналістська робота сприяла знайомству Еванс з дуже різними людьми. У 1854 вийшов її переклад «Сутності християнства» Людвіга Феєрбаха. Тоді ж почався її цивільний шлюб з Дж. Г. Льюісом, відомим літературним критиком, який писав також на наукові та філософські теми. У перші місяці їхнього спільного життя Еванс закінчила переклад «Етики» Спінози й у вересні 1856 року почала писати власну прозу.

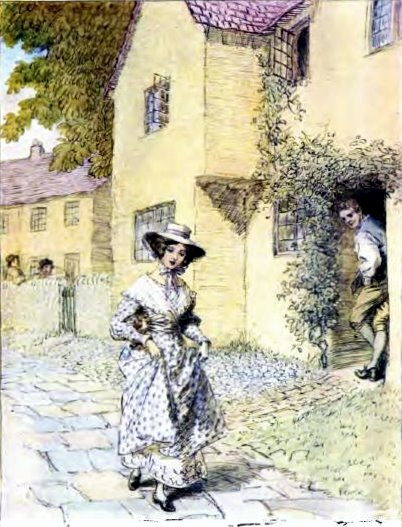
Фронтиспис видання, Г'ю Томсон, «MacMillan», 1906

Першою публікацією Джордж Еліот був цикл з трьох повістей, що з'явився в журналі «Блеквудз мегезін» 1857 року під загальним заголовком «Сцени з життя духовенства» (англ. «Scenes of Clerical Life») та псевдонімом «Джордж Еліот». Як і багато інших письменниць XIX століття (Жорж Санд, Марко Вовчок, Грицько Григоренко, сестри Бронте — «Каррер, Елліс та Ектон Белл», Крестовський-Хвощинський) — Мері Еванс користувалася чоловічим псевдонімом з метою викликати у публіки серйозніше ставлення до своїх творів та піклуючись про недоторканність свого особистого життя. Проте, наприклад, Чарлз Діккенс одразу вгадав у загадковому «Еліоті» жінку.
1859 року вийшов її роман «Адам Бід» (англ. Adam Bede), надзвичайно популярний і, можливо, найкращий пасторальний роман в англійській літературі, який вивів Еліот в перший ряд вікторіанських романістів. У «Адамі Біді» Джордж Еліот писала про час юності свого батька (Англія кінця XVIII століття), у романі «Млин на Флоссі» (англ. The Mill on the Floss, 1860) звернулася до власних вражень дитинства. У героїні роману, пристрасної та натхненної Меґґі Тьюллівер, багато спільного з юною Мері Енн Еванс. Найпредметнішим із «сільських» романів Еліот є «Сайлес Марнер» (англ. Silas Marner). Герої живуть переконливим з погляду читача життям, їх оточує конкретний, впізнаваний світ. Це останній «автобіографічний» роман Еліот. У романі «Ромола» (англ. Romola, 1863) розповідається про Флоренцію XV століття, змальовано картини Італії епохи Відродження, вичитані з книжок, з яких походили і сцени старої Англії. Місце дії роману «Фелікс Голт, радикал» (англ. Felix Holt the Radical, 1866) — знову Англія, це один з найкритичніших романів Еліот, що заторкує різні соціальні проблеми.
Опублікована в 1868 довга поема в білих віршах «Іспанська циганка» (The Spanish Gypsy), як й інші її проби в поезії, не витримала випробування часом.
Загальновизнаний шедевр Еліот — роман «Міддлмарч» (англ. Middlemarch) — публікувався частинами в 1871–1872 роках. Роман має психологічний характер, авторка показує, як сильний потяг до добра може бути знищений прихованою слабкістю, як складності характеру зводять нанівець шляхетні пориви, як моральне переродження духовно нівечить людей, спочатку зовсім не поганих. Останній роман Еліот  «Деніель Деронда» (Daniel Deronda) з'явився 1876 року. Через два роки помер Льюіс, і письменниця присвятила себе підготовці його рукописів до публікації. У травні 1880-го вона одружилася з давнім другом родини Д. В. Кроссом.
Джордж Еліот померла 22 грудня 1880 року в Лондоні.

## Твори

### Романи
- «Адам Бід» (англ. Adam Bede, 1859)
- «Млин на Флоссі»[en] (англ. The Mill on the Floss, 1860)
- «Сайлес Марнер»[en] (англ. Silas Marner, 1861)
- «Ромола»[en] (англ. Romola, 1863)
- «Фелікс Голт, радикал»[en] (англ. Felix Holt, the Radical, 1866)
- «Міддлмарч» (англ. Middlemarch, 1871 — 1872)[14]
- «Деніель Деронда»[en] (англ. Daniel Deronda, 1876)

### Оповідання
- Scenes of Clerical Life. (1858)
  - The Sad Fortunes of the Reverend Amos Barton. (1857)
  - Mr. Gilfil's Love Story Janet's Repentance. (1857)
  - Janet's Repentance. (1857)

## Переклади українською
- Еліот, Джордж. Сайлес Марнер / пер. з англ. Ірина Гнатковська. — Київ : Книголав, 2025. — 208 с. — (Золота полиця). — ISBN 978-617-8439-45-3.